# GP2X
La GP2X è una console portatile coreana con sistema operativo Linux, realizzata dalla GamePark Holdings. Tale console punta a una filosofia open source. La documentazione hardware e il software development kit (SDK) sono liberamente scaricabili.
Oltre l'SDK ufficiale, si possono utilizzare altri ambienti di sviluppo per sviluppare applicazioni in grado di girare per questa console portatile.

## Storia
Dopo l'uscita della GP32 nel 2001, la società GamePark iniziò a progettare la loro prossima console portatile. Un disaccordo della compagnia sulla direzione generale del nuovo sistema spinse alcune persone dello staff (inclusi tutti gli ingegneri di GP32 ad eccezione di uno) a lasciare la compagnia e crearne una loro, la GamePark Holdings, per produrre una console portatile 2D.
La GamePark Holdings parlò con i distributori e sviluppatori di GP32 per determinare le specifiche per la nuova macchina e come doveva essere promossa. Sono stati fatti meeting tenuti a Seul (Corea) dove è stato deciso il progetto finale della nuova console.
Il primo nome di questa console era GPX2. Comunque, non è stato utilizzato come nome ufficiale per una possibile violazione del marchio con il nome di una stampante giapponese. È stato indetto un contest il 3 agosto 2005 per trovare un altro nome. Il vincitore della competizione fu Matt Bakse che aveva scelto il nome GP2X e per questo è stato premiato con una GP2X gratuita.  In totale, sono stati inviati 1500 possibili nomi per la nuova console.
Nel corso degli anni, GP2X ha visto alcuni aggiornamenti minori dell'hardware, più specificatamente cambiamenti da First Edition a Normal Editon e Normal Edition a MK2. Recentemente (novembre 2007), è stata prodotta e messa in vendita una nuova versione chiamata F200, con un display touchscreen, un nuovo button pad (d-pad), un nuovo firmware e colorata di bianco.

## Specifiche tecniche
La GP2X si basa sul system-on-a-chip denominato MMSP2, di proprietà della MagicEyes.
Il sistema operativo della console è basato su GNU/Linux ed utilizza il kernel Linux 2.4. Esso divide in due la memoria RAM effettiva, tenendo i primi 32 MB per sé, e gli altri per l'elaborazione video.
Linux attualmente configura le CPU in modo da usarne una per l'elaborazione dei video, ma in realtà entrambe le CPU non sono limitate in un certo ambito, come la sola elaborazione video o audio.
- CPU: Dual Core CPU, basate sullo standard ARM9TDMI:
  - ARM920T (configurata come CPU principale)
  - ARM940T (configurata per elaborazione video)
- Memoria interna (memoria flash di tipo NAND)
  - Dimensione: 64 MB
  - Contiene: U-Boot (Boot loader)
  - Contiene: GNU/Linux (kernel Linux 2.4 e userland software)
- Memoria di sistema RAM: SDRAM da 64 MB
- Memoria esterna: Secure Digital
- USB
  - USB 2.0: la presa si trova alla destra della GP2X. Permette il collegamento al PC, ma non è possibile collegare direttamente altre periferiche USB.
  - USB 1.1: la presa si trova sulla porta EXT (più facilmente accessibile utilizzando una BoB), queste porte è possibile collegare periferiche USB come una tastiera, mouse e hard disk esterni.
  - Nota: il cavo fornito in dotazione con la GP2X può dare problemi con connessioni USB 2.0 rispetto a un qualsiasi altro cavo formato standard dello stesso tipo.
- Display: TFT LCD 3.5"
  - 320*240 pixel di risoluzione (QVGA)
  - Profondità di colore massima: 24 bit (16'777'216 colori)
  - Configurazione subpixel RGB
  - Touch screen (F200)
- Audio:
  - Stereo specifiche AC97 2.1
  - 2 mini-speaker da 100mw
  - Connessione cuffie stereo via jack 3.5mm
- Uscita EXT (porta ausiliaria, tramite un apparecchio hardware esterno denominato BoB sono esposte direttamente le prese per utilizzare le funzionalità descritte qui sotto):
  - Uscita TV (NTSC, PAL)
  - Audio Stereo
  - USB (periferiche)
  - Seriale
  - JTAG
- Alimentazione:
  - 2 Pile stilo AA (1,5V)
  - Alimentatore esterno (opzionale)
- Dimensioni: 143,6 x 82,9 x 34 h mm